# XIX dinastia egizia
La XIX dinastia si inquadra nel periodo della storia dell'antico Egitto detto Nuovo Regno e copre un arco di tempo di circa 100 anni, in massima parte durante il XIII secolo a.C.
La cronologia di Manetone, così come pervenutaci dai referenti Giuseppe Flavio, Sesto Giulio Africano ed Eusebio di Cesarea presenta alcune ripetizioni e l'inserimento di alcuni faraoni nella dinastia precedente. Malgrado ciò si è riusciti a ricostruire in modo abbastanza soddisfacente la cronologia della dinastia sia come sequenza di sovrani sia per quanto riguarda le durate dei loro regni.
L'inizio della dinastia sembra databile abbastanza bene sulla base di una segnalazione dell'astronomo greco Teone di Alessandria, secondo la quale durante il regno del faraone Menóphreos / Menophres sarebbe iniziato un nuovo ciclo sothiaco, si sarebbe avuta cioè la levata eliaca di Sirio nel capodanno del calendario civile egizio (1º giorno del 1º mese della 1ª stagione), evento che può essere datato nel 1320 a.C. (ciclo sothiaco di 1460 anni civili egizi) o nel 1316 a.C. (ciclo sothiaco di 1456 anni civili egizi).
Gli Egittologi non sono d'accordo sull'identificazione di questo faraone, prospettando che il nome tramandatoci da Teone sia una deformazione del prenome di uno dei due faraoni della dinastia: Ramesse I - Menpehtira o Seti I – Menmaatra. Il fatto che quest'ultimo abbia scelto come nome delle “Due Signore” l'espressione weham meswe “ripetitore di nascite” sembra però suggerire che il regno di Seti I abbia dato inizio al nuovo ciclo sothiaco.
Sembra dunque molto probabile che l'inizio del regno di Seti I sia databile in modo assoluto al 1320 o 1316 a.C.
In tal caso, il problema della cronologia della XVIII dinastia egizia relativa all'inizio del regno di Amenhotep I (1556 ± 4, 1536 ± 4 o 1616 ± 30 a.C.) dovrebbe permanere solamente nell'ambito della XVIII dinastia e le differenze di 20 o 40 anni dovrebbero suggerire semplicemente un ridimensionamento del regno dell'ultimo faraone Horemheb, la cui durata sembra abbastanza incerta, vista la possibilità che egli abbia inglobato nel suo regno gli anni di regno dei faraoni “eretici”, cancellati dagli annali per damnatio memoriae.
Nel prospetto seguente si presenta pertanto sia la cronologia ottenuta tramite il nuovo riferimento assoluto astronomico sia quella presentata da Franco Cimmino e altri (doppia decurtazione di 20 anni), segnalata con un'indeterminazione di ± 30.
| prenomen                   | nomen                  | Nome corrente    | Giuseppe Flavio                 | Sesto Africano    | Eusebio di Cesarea | periodo di regno                                          |
| Menpehtira                 | Ramessiu               | Ramesse I        | Ramesses (~1) figlio            | Ramesses (1)      | Ramesses (66)      | 1 anno 1321-1320 a.C. 1317-1316 a.C. 1292-1291 ± 30       |
| Menmaatra                  | Seti                   | Seti I           | Amenophis ? (~20) figlio        | Amenophath ? (20) | /                  | 20 o 12 anni 1320-1300 a.C. 1316-1296 a.C. 1291-1279 ± 30 |
| Usermaatra                 | Ramessiu               | Ramesse II       | Armesses Miamun (~66) figlio    | /                 | Ammenophis ? (40)  | 66 o 67 anni 1300-1234 a.C. 1296-1230 a.C. 1279-1212 ±30  |
| Baenra Meryamon            | Merenptah Hotephermaat | Merenptah        | Sethos / Ramesses ? (10) figlio | /                 | /                  | 10 anni 1234-1224 a.C. 1230-1220 a.C. 1212-1202 ± 30      |
| Userkheperura Setepenra    | Seti Merenptah         | Seti II          | Sethos (10)                     | /                 | /                  | 6 anni 1224-1218 a.C. 1220-1214 a.C. 1202-1196 ± 30       |
| Amenmose Hekauaset         | Menmira Setepenra      | Amenmose         | Amenes                          | Ammenemnes (5)    | Ammenmes (26)      | 4 o 3 anni 1218-1214 a.C. 1214-1210 a.C. 1196-1193 ± 30   |
| Siptah Sekhaenra Setepenra | Ramessiu Siptah        | Siptah / Ramesse | /                               | /                 | /                  | 5 anni 1214-1209 a.C. 1210-1205 a.C. 1193-1188 ± 30       |
| Satra-Meryamon             | Tausert Seteptenmut    | Tausert          |                                 | Thuoris (7)       | Thuoris (7)        | 2 anni 1209-1207 a.C. 1205-1203 a.C. 1188-1186 ± 30       |